# Mistral (band)
Mistral was een studioproject van Robbie van Leeuwen (ex-Shocking Blue en Galaxy Lin) en Rick van der Linden (ex-Ekseption, ex-Trace en de ex van Penney de Jager). Ze speelden synth-pop nog voordat die term bestond. De groep scoorde drie hits: Jamie, Starship 109 en Neon city. De Toppop-clip van Jamie veroorzaakte ophef door de expliciete seks-scène met parende insecten. Penney was verantwoordelijk voor de clips en dans.
Er zijn alleen singles uitgebracht, waarbij telkens een andere zangeres werd ingezet. Bij Jamie was het Sylvia van Asten uit Schiedam die het spits mocht afbijten. Na onenigheid werd zij vervangen door Marian Schatteleyndie Starship 109 inzong. Later zong Schattelijn samen met Mariska Veres (ook ex-Shocking Blue) Neon City in. Voor de Duitse tv werd Mistral even een echte groep met Robbie van Leeuwen op gitaar, Kid van Ettinger op bas, Rick van der Linden op toetsen en Schattelijn en Veres als in gouden pakken gestoken frontzangeressen. Daarna was het twee jaar lang stil. In 1980 werden er nog 3 singles geproduceerd zonder enig succes, ingezongen door de zangeres Sheen Mulholland. Zij had in 1976 met Robbie van Leeuwen al eens een single gemaakt met 2 stukken van zijn hand.

## Discografie
| Single met eventuele hitnotering(en) in de Nederlandse Top 40 | Datum van verschijnen | Datum van binnenkomst | Hoogste positie | Aantal weken | Opmerkingen                   |
| ------------------------------------------------------------- | --------------------- | --------------------- | --------------- | ------------ | ----------------------------- |
| Jamie                                                         | 1977                  | 3-12-1977             | 15              | 8            | #7 in de Nationale Hitparade  |
| Starship 109                                                  | 1978                  | 8-4-1978              | 9               | 8            | #8 in de Nationale Hitparade  |
| Neon City                                                     | 1978                  | 21-10-1978            | 37              | 3            | #37 in de Nationale Hitparade |
| You're My Hero                                                | 1980                  |                       |                 |              |                               |
| I Feel It                                                     | 1980                  |                       |                 |              |                               |
| Cati-Ca-Too                                                   | 1980                  |                       |                 |              |                               |